# Ashur Bet Sargis
Ashur Bet Sargis (en siríaco: ܐܫܘܪ ܒܝܬ ܣܪܓܝܤ; Bagdad, Irak, 2 de julio de 1949) es un cantante, compositor, y activista asirio. Se volvió extremadamente famoso en la comunidad asiria desde los años 70 por sus canciones nacionalistas, junto a otros cantantes altamente reconocidos como Sargon Gabriel o Evin Agassi. También es destacado por incorporar ocasionalmente instrumentos griegos como tambouras en sus temas.

## Primeros años
Ashur Bet Sargis nació en Bagdad, Irak, de una familia asiria proveniente de Habbaniyah. Comenzó a tocar el órgano cuando era adolescente en la iglesia a la que asistía, reemplazando a quien tenía este deber, ya que no regresó de un viaje a Estados Unidos. Más tarde comenzó a componer canciones nacionalistas bajo la influencia de músicos asirios establecidos como Evin Agassi y King Biba, así como de artistas occidentales, entre ellos, The Beatles y Elvis Presley.

## Fama

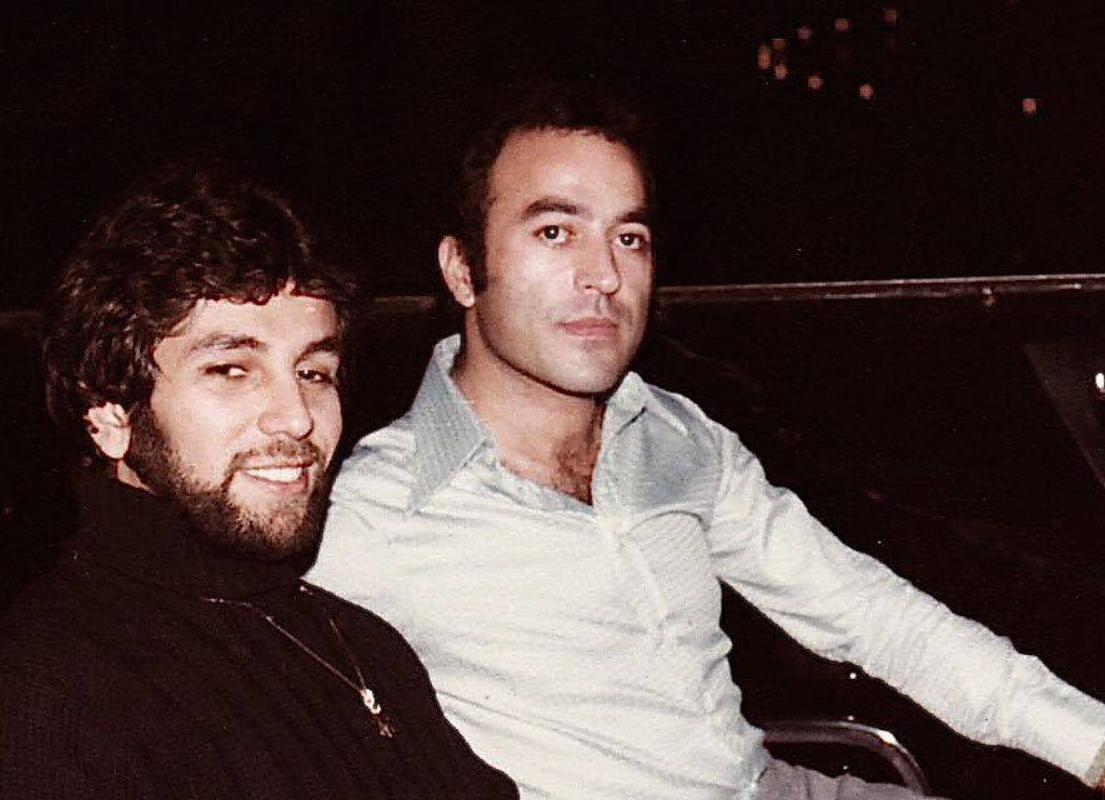
Ashur Bet Sargis y Evin Agassi a finales de la década de 1970.

Poco después del golpe de Estado de 1968 y la inestabilidad de la situación política bajo el nuevo gobierno Baazista, Sargis migró en 1969, primero al Líbano y después a Chicago, Estados Unidos. En 1971, formó su primera banda, East Bird Band, que publicó sus primeras grabaciones al año siguiente. Se mudó a Los Ángeles en 1973, y en 1975 publicó su primer LP, Ashur Sargis Sings for Ancient Assyria (Ashur Sargis canta para la antigua Asiria) que contenía canciones nacionalistas como "Roosh Jwanqa" (Levántate, joven) o "Bet Nahrain (Asiria/Mesopotamia), esta última convirtiéndose en una de sus obras más conocidas y representativas del nacionalismo asirio.
En 1976, Ashur Bet Sargis se convirtió en el primer artista asirio en hacer un tour internacional cuando se presentó tres veces en Australia. Poco después viajó a Irán, que en la época tenía la segunda población más grande de asirios en todo Oriente Medio después de Irak, y había sido un país donde la música asiria había florecido con varias compañías discográficas antes de la Revolución Islámica. Subsecuentemente regresó a Los Ángeles para grabar su tercer álbum, Sing me a Lullaby (cántame una canción de cuna), y después Riqda d'Ghaliboota (baile de la victoria) en 1984.

## Años recientes
Ashur Bet Sargis es conocido por su gran apoyo al Movimiento Democrático Asirio (Zowaa) y ha compuesto canciones para este partido político. También ha estado en el norte de Irak (especialmente en las Llanuras de Nínive, el centro poblacional y cultural de los asirios en Irak) varias veces para cantar en eventos como Kha b'Nissan, el año nuevo asirio, en lugares como Nohadra (el nombre asirio de Duhok). Sargis hoy vive en Los Ángeles, California.

## Discografía

#### Álbumes
- 1972 – Bet Nahren
- 1975 – Ancient Assyria (Atour Atiqa)
- 1979 – Sing Me A Lullaby (Tanili Lay Lay)
- 1984 – Dance of Victory (Riqda d'Ghaliboota)
- 1990 – Winter Wind (Pokha d'Sitwa)
- 1992 – The Mighty Assyrians
- 1995 – Mirror of Deception (Nora Aldiyana)
- 1996 – From A Distant World (Ana Lewin Min Daha Doonye)
- 1998 – Immortal Memories (Zmaryeta d'Khoba Mtomaya)
- 2008 – Dashta d'Nineveh (Nineveh Plains)
- 2016 – Nishmi (My Breath)
- 2020 – Tarpa (Leaf)

#### Sencillos
- 2014 – Hala Leten
- 2020 – Yalikhtoh Smoqta Zardeh (perteneciente a Tanili Lay Lay, modernizada)
- 2022 – Prookh Rama Ya Nishra - Remix (perteneciente a The Mighty Assyrians, modernizada)
- 2023 – Aynee Tosh'yeh'le (My Eyes Hid)

#### Recopilaciones
- 2003 – Everything So Far (Kol Mindi Hal Hadiya)